# Esterazy
Esterazy (EC 3.1) – grupa enzymów z klasy hydrolaz rozkładających wiązania estrowe na kwasy i alkohole. Klasyfikacja esteraz:
- EC 3.1.1: hydrolizujące estry kwasów karboksylowych, np. lipazy
- EC 3.1.2: hydrolizujące tioestry
- EC 3.1.3: fosfatazy, hydrolizujące monoestry kwasu fosforowego
- EC 3.1.4: fosfodiesterazy, hydrolizujące diestry kwasu fosforowego
- EC 3.1.5: hydrolizujące wiązanie estrowe w trifosforanach, np. GTP + H2O ⇌ guanozyna + [P3O10]5−
- EC 3.1.6: sulfatazy, hydrolizujące estry kwasu siarkowego
- EC 3.1.7: hydrolizujące wiązanie estrowe w difosforanach
- EC 3.1.8: fosfotriesterazy, hydrolizujące triestry kwasu fosforowego
- EC 3.1.11–16: egzonukleazy, hydrolizujące wiązanie internukleotydowe na końcach nici kwasów nukleinowych (z wytworzeniem mononukleotydów)
- EC 3.1.21–31: endonukleazy, hydrolizujące wiązanie internukleotydowe wewnątrz nici kwasów nukleinowych